# Barthélemy Menn

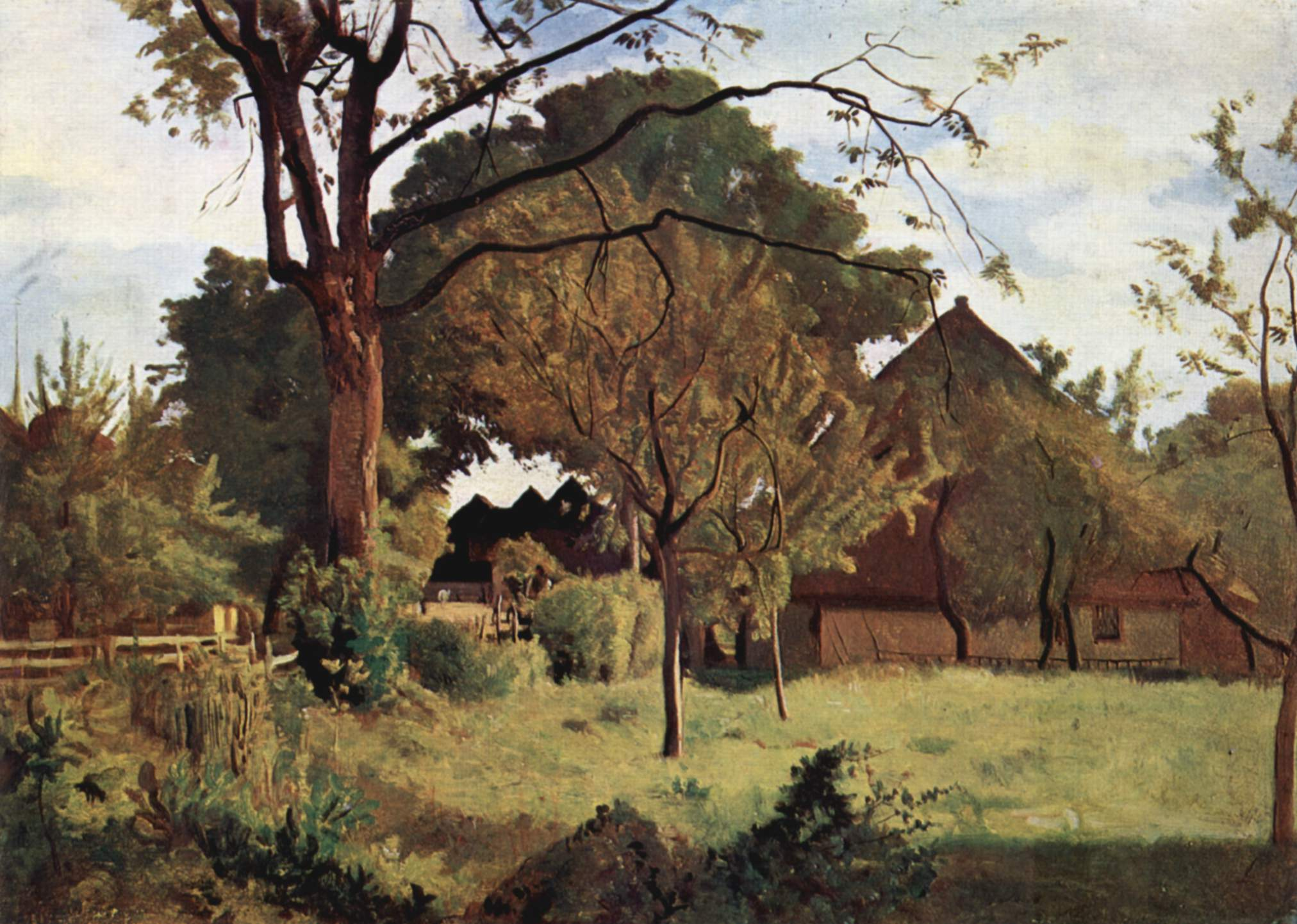
Bauernhof mit Coinsins, 1865.

Barthélemy Menn (ur. 20 maja 1815 w Genewie, zm. 10 października 1893 w Coinsins) – szwajcarski malarz i rysownik, który wprowadził do szwajcarskiej sztuki pejzaż intymny oraz podstawy tworzenia w plenerze. Przykład jego malarstwa dekoracyjnego można zobaczyć na ścianach Zamku Gruyères.